# Quelaines-Saint-Gault
Quelaines-Saint-Gault là một xã thuộc tỉnh Mayenne trong vùng Pays de la Loire tây bắc nước Pháp. Xã này nằm ở khu vực có độ cao trung bình 93 mét trên mực nước biển.